# Паскал Паскалев
Паскал Паскалев е български адвокат и кмет на София.

## Биография
Роден е на 24 април 1875 г. в Габрово. Завършва Априловската гимназия в родния си град. Следва право в Париж и Монпелие. Работи като адвокат в София. С укази на цар Фердинанд I в периода 1897 – 1900 г. е назначаван на работа в окръжните съдилища в Търново, Видин, Плевен, Стара Загора, Пловдив и Лом. Член на Демократическата партия и многократно е избиран за окръжен и общински съветник В Търновския и Габровския регион. Депутат в Народното събрание от 1907 г. Участва в организирането и развитието на кооперативното движение. По време на търновските събития от 1922 г., на 18 септември, е заловен и малтретиран от земеделци на гарата в Стара Загора и едва се спасява от смъртта. След преврата на 9 юни 1923 г. е избран за общински съветник в София.
От 14 юли 1924 г. до 16 април 1925 г. Паскалев е кмет на София. Помощник-кметове са Никола Фтичев, Иван Дечев и Георги Маджаров. По време на мандата му са взети решенията за отпускане на общински места за жилищни кооперации, отпуснато е място до игрището на „Левски“ за построяване на стадион „Юнак“ и за 15-годишно ползване от ФК`13, одобрен е проектът за водоснабдяване на София от Бистрица и Рила, чрез рилския водопровод, постройка на дървен мост над Владайска река. Направени са търгове за постройка на подземни тоалетни, цветарник в Борисовата градина, ремонт на трамвайно депо, банята и дезинфекционната станция, градските хали, Боянската юзина. Вземат се решения и започва работата по разширяване на трамвайната мрежа и удължаване на линиите към „Захарна фабрика“ и Военното училище. Предприети са мерки за подобряване работата на пожарната команда с нововъведения в организацията и закупуване на автомобилни пожарни помпи и коли цистерни. Приети са специални поемни условия за събиране на общински доход от кръвнина. През 1924 г. се провежда голяма кампания за преименуване на над 500 булеварда и улици. През мандата му са определени места за изграждането на 19 нови училища и са отпуснати 200 000 лева на читалище „Алеко Константинов“ за нова сграда.
Паскал Паскалев загива при атентата в църквата „Света Неделя“ на 16 април 1925 г.

## Памет
След смъртта му е наименувана улица в София на негово име, по-късно булевард, преименуван на „Христо Смирненски“. От 1990 г. улици в Банкя и във софийския квартал „Драгалевци“ (Карта) са именувани на него. Паскал Паскалев е сред благодетелите на Регионална библиотека „Априлов – Палаузов“ в Габрово.